# عسلی حلوا
عسلی حلوا یا حلوای عسلی یکی از خوراک‌های محلی در استان گیلان است. مواد این حلوا را آرد برنج نرم، عسل صاف شده، کره، هل، پسته چرخ شده تشکیل می‌دهد. برای تهیه آرد عسلی حلوا برنج خوب شمال را چندین بار در آب می‌شویند و به مدت یک شبانه روز در آب سرد بدون نمک خیس می‌کنند و در این فاصله چندین بار آب برنج را عوض می‌کنند. سپس برنج در یک صافی ریخته شده تا آب آن گرفته شود سپس آن را در یک سینی بزرگ پهن کرده و هوا می‌دهند. بعد برنج را که هنوز مرطوب است در آسیاب دستی یا برقی یا با هر وسیله دیگر کوبیده و آرد می‌کنند.